# Guglionesi
Guglionesi (im lokalen Dialekt: Ujuniše oder Uiniše) ist eine italienische Gemeinde (comune) mit 4880 Einwohnern (Stand 31. Dezember 2023) in der Provinz Campobasso in der Region Molise. Die Gemeinde liegt etwa 44 Kilometer nordöstlich von Campobasso am nördlichen Ufer des Biferno.

## Geschichte
Das oskisch-samnitische Volk der Frentaner siedelte in dieser Gegend. Vermutlich handelt es sich bei deren antiker Stadt Usconium um das heutige Guglionesi. Für die Römer war die Siedlung ebenfalls von Bedeutung, sodass sie im späten 1. Jahrhundert vor Christus mehrere tausend Einwohner gehabt haben musste. Usconium wurde durch die Goten zerstört. Die Einwohner flüchteten sich in die Berge und gründeten dort den Pagus Collis Nisii bzw. Collenisyus. 412 wurde aus Colleniso ein Usconium Novum.
801 gelangte die Ortschaft an den Herzog von Spoleto.
1496 wurden die Befestigungsanlagen durch Karl VIII. geschleift.

## Verkehr
Die frühere Strada Statale 483 Termolese (heute: Provinzstraße 168) durchquert den Ort Richtung Termoli.

## Gemeindepartnerschaften
Guglionesi unterhält eine Partnerschaft mit der Stadt Herceg Novi in Montenegro.